# Bortshausen
Bortshausen ist ein Stadtteil der mittelhessischen Universitätsstadt Marburg. Mit einer Einwohnerzahl von weniger als 300 ist Bortshausen einer der kleinsten Stadtteile Marburgs.

## Geografische Lage
Bortshausen liegt in der Bortshäuser Mulde, einer Senke, die die Niederlahnberge im Süden von den hohen Lahnbergen im Norden trennt den nordwestlichen Nachbarort Ronhausen am Rande des Lahntals mit dem südöstlich gelegenen Ebsdorf im Südwestteil des Amöneburger Beckens (Ebsdorfer Grund) verbindet. Das Dorf liegt am Fuße des Frauenbergs (379 m) im Norden, dessen bewaldete Hänge bis vor das Dorf nebst Südostabdachung Balderscheid allerdings auf der Gemarkung Cappels liegen. Die lößhaltigen Äcker liegen vor allem südwestlich des Dorfes sowie der Straße Ronhausen–Ebsdorf und westlich des Ulrichsbergs.
In Richtung Ronhausen zur Lahn fließt der Hilgerbach (Bortshäuser Bach), die Wasserscheide zur Zwester Ohm im Ebsdorfer Grund liegt an der früheren Bahntrasse Cappel–Dreihausen, heute Radweg, auf nur 241 m über NHN und bildet den mit Abstand niedrigsten Pass über die Lahnberge.
Nordöstlicher Nachbarort ist Beltershausen nebst Frauenberg, allerdings durch die Cappeler Gemarkung der Waldhänge getrennt. Südwestlicher Nachbarort ist Wolfshausen, zu dem, ähnlich wie zu Beltershausen, nur steile Waldwege und keine direkte Straße führen.

## Geschichte

### Ortsgeschichte

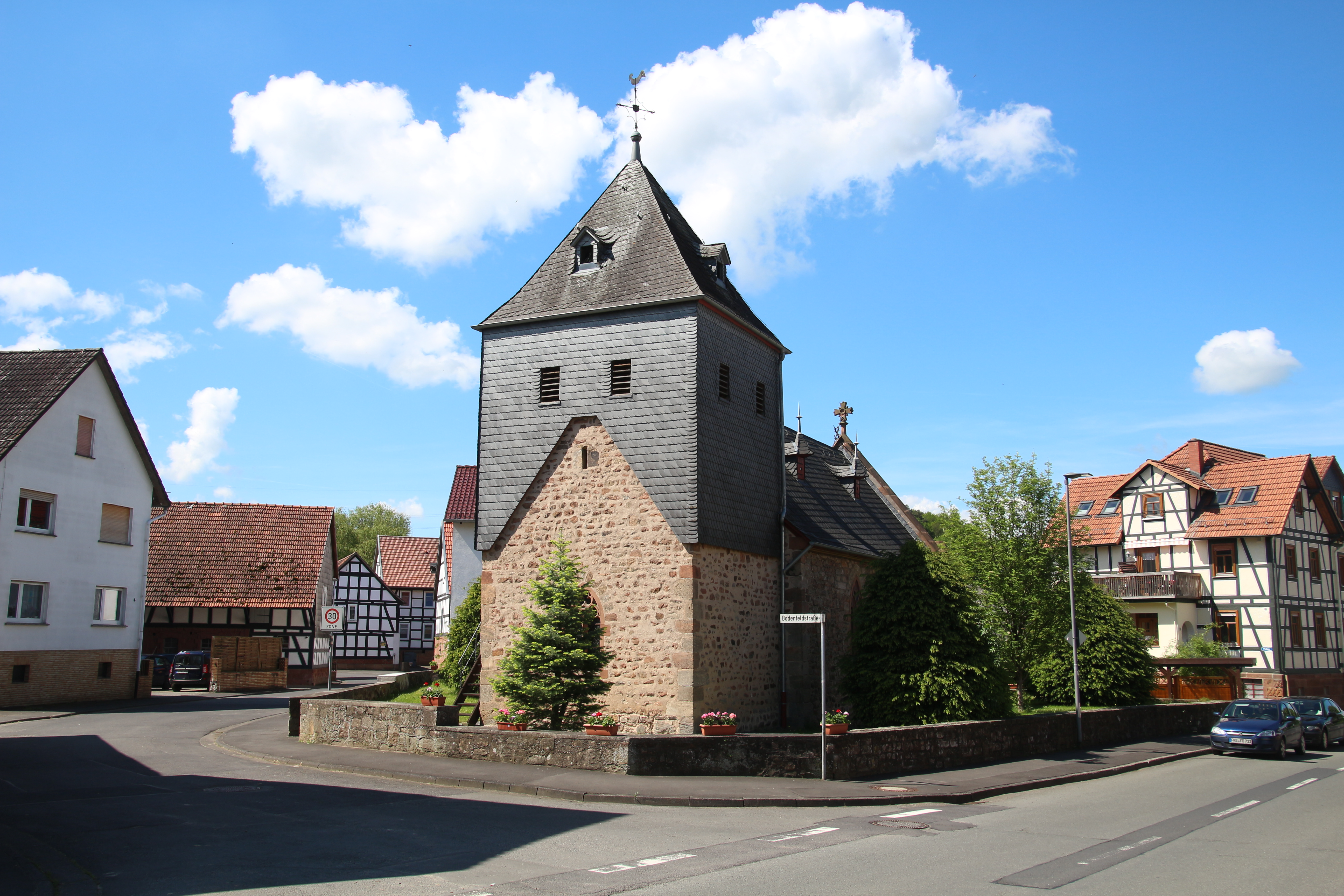
Die Kirche

Die älteste bekannte schriftliche Erwähnung von Bortshausen erfolgte unter dem Namen Bureshusum um das Jahr 1130.
Die Evangelische Chorturmkirche aus dem 13./14. Jahrhundert ist spätromanisch. Der Turm wurde 1432 um ein Fachwerkgeschoss erhöht, das erhalten ist. 1894 ließ Wilhelm Spahr das Schiff westlich erweitern, neugotische Fenster einbauen und das Turmobergeschoss mit Fachwerkimitation aus Brettern verkleiden. Das Obergeschoss wurde 1998 verschiefert.
Hessische Gebietsreform (1970–1977)

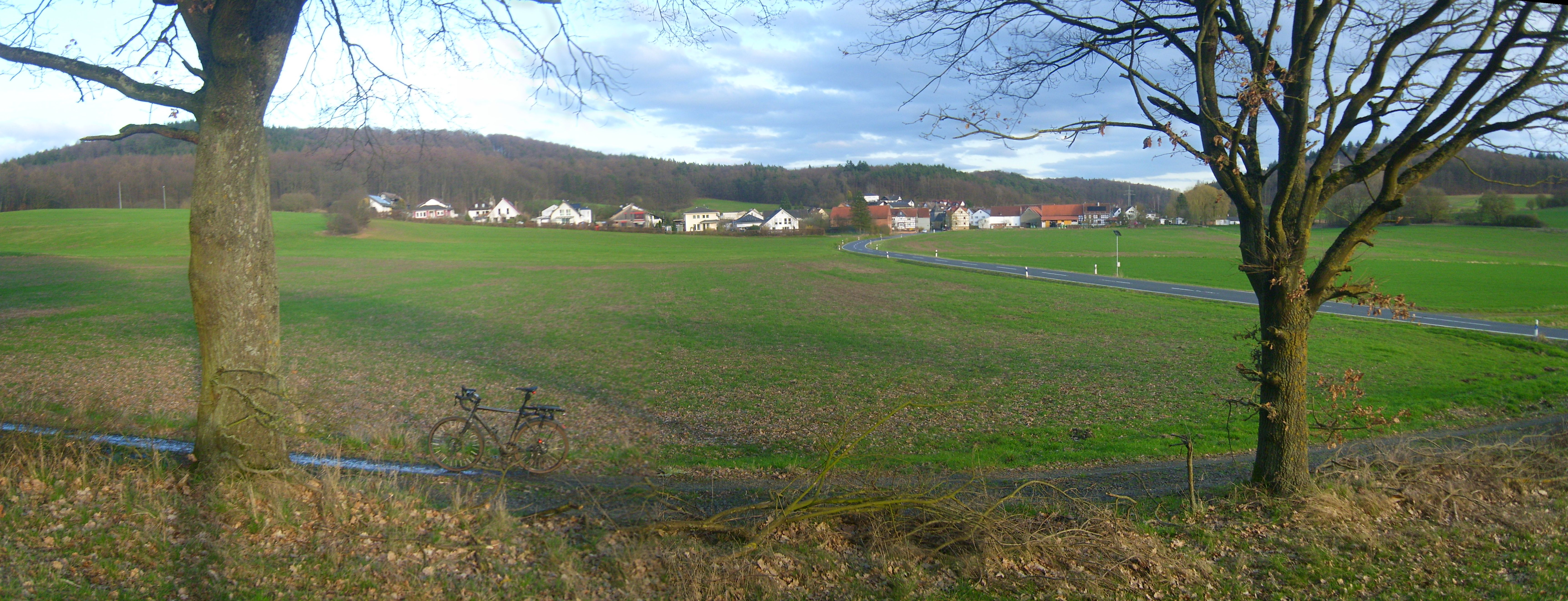
Ansicht von Westen mit Frauenberg (Gipfel nicht sichtbar) und Ulrichsberg

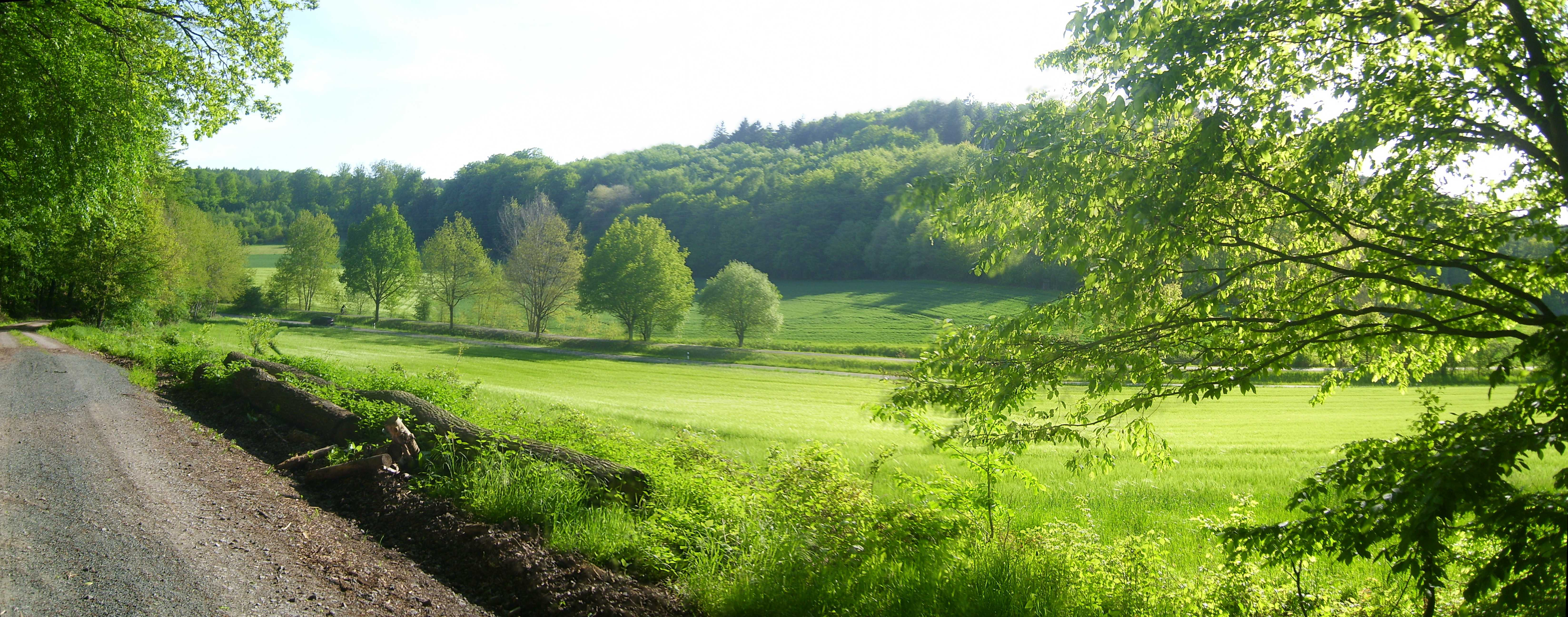
Der Ulrichsberg, höchste (und einzige) Erhebung der Gemarkung Bortshausen

Am 31. Dezember 1971 wurde der bis dahin selbständige Gemeinde im Zuge der Gebietsreform in Hessen in die Gemeinde Cappel eingemeindet. Cappel kam am 1. Juli 1974 kraft Landesgesetz zu Marburg, wo Bortshausen einen eigenen Stadtteil bildet. Für den Stadtteil Bortshausen wurde ein Ortsbezirk eingerichtet.

### Verwaltungsgeschichte im Überblick
Die folgende Liste zeigt die Staaten und Verwaltungseinheiten, denen Bortshausen angehört(e):
- vor 1567: Heiliges Römisches Reich, Landgrafschaft Hessen, Amt Marburg
- ab 1567: Heiliges Römisches Reich, Landgrafschaft Hessen-Marburg, Amt Marburg[10]
- ab 1592: Heiliges Römisches Reich, Landgrafschaft Hessen-Marburg, Amt Kirchhain
- 1604–1648: Heiliges Römisches Reich, strittig zwischen Landgrafschaft Hessen-Darmstadt und Landgrafschaft Hessen-Kassel (Hessenkrieg)
- ab 1648: Heiliges Römisches Reich, Landgrafschaft Hessen-Kassel, Amt Kirchhain
- ab 1806: Landgrafschaft Hessen-Kassel, Amt Kirchhain
- 1807–1813: Königreich Westphalen,[Anm. 2] Departement der Werra, Distrikt Marburg, Kanton Ebsdorf
- ab 1815: Kurfürstentum Hessen,[Anm. 3] Amt Kirchhain[11]
- ab 1821: Kurfürstentum Hessen, Provinz Oberhessen, Kreis Marburg[12][Anm. 4]
- ab 1848: Kurfürstentum Hessen, Bezirk Marburg
- ab 1851: Kurfürstentum Hessen, Provinz Oberhessen, Kreis Marburg
- ab 1867: Königreich Preußen,[Anm. 5] Provinz Hessen-Nassau, Regierungsbezirk Kassel, Kreis Marburg
- ab 1871: Deutsches Reich,  Königreich Preußen, Provinz Hessen-Nassau, Regierungsbezirk Kassel, Kreis Marburg
- ab 1918: Deutsches Reich, Freistaat Preußen, Provinz Hessen-Nassau, Regierungsbezirk Kassel, Kreis Marburg
- ab 1944: Deutsches Reich, Freistaat Preußen, Provinz Kurhessen, Kreis Marburg
- ab 1945: Deutsches Reich, Amerikanische Besatzungszone,[Anm. 6] Groß-Hessen, Regierungsbezirk Kassel, Landkreis Marburg
- ab 1946: Deutsches Reich, Amerikanische Besatzungszone, Hessen, Regierungsbezirk Kassel, Landkreis Marburg
- ab 1949: Bundesrepublik Deutschland, Hessen, Regierungsbezirk Kassel, Landkreis Marburg
- ab 1972: Bundesrepublik Deutschland, Hessen, Regierungsbezirk Kassel, Landkreis Marburg, Gemeinde Cappel
- ab 1974: Bundesrepublik Deutschland, Hessen, Regierungsbezirk Kassel, Landkreis Marburg-Biedenkopf, Stadt Marburg
- ab 1981: Bundesrepublik Deutschland, Hessen, Regierungsbezirk Gießen, Landkreis Marburg-Biedenkopf, Stadt Marburg

### Gerichte seit 1821
Mit Edikt vom 29. Juni 1821 wurden in Kurhessen Verwaltung und Justiz getrennt. In Marburg wurde der Kreis Marburg für die Verwaltung eingerichtet und das Landgericht Marburg war als Gericht in erster Instanz für Bortshausen zuständig. 1850 wurde das Landgericht in Justizamt Marburg umbenannt. Nach der Annexion Kurhessens durch Preußen 1866 erfolgte am 1. September 1867 die Umbenennung des bisherigen Justizamtes in Amtsgericht Marburg. Auch mit dem Inkrafttreten des Gerichtsverfassungsgesetzes von 1879 blieb das Amtsgericht unter seinem Namen bestehen.

## Bevölkerung

### Einwohnerstruktur 2011
Nach den Erhebungen des Zensus 2011 lebten am Stichtag dem 9. Mai 2011 in Bortshausen 228 Einwohner. Darunter waren 6 (2,6 %) Ausländer.
Nach dem Lebensalter waren 33 Einwohner unter 18 Jahren, 99 zwischen 18 und 49, 42 zwischen 50 und 64 und 54 Einwohner waren älter. Die Einwohner lebten in 99 Haushalten. Davon waren 30 Singlehaushalte, 24 Paare ohne Kinder und 33 Paare mit Kindern, sowie 9 Alleinerziehende und 6 Wohngemeinschaften. In 21 Haushalten lebten ausschließlich Senioren und in 63 Haushaltungen leben keine Senioren.

### Einwohnerentwicklung
| Quelle: Historisches Ortslexikon |                                                                                       |
| • 1502:                          | 4 Hausgesesse                                                                         |
| • 1577:                          | 10 Hausgesesse                                                                        |
| • 1630:                          | 8 Hausgesesse (1 dreispännige, 3 zweispännige Ackerleute, 4 Einläuftige)              |
| • 1681:                          | 12 hausgesessene Mannschaften                                                         |
| • 1838:                          | Familien: 13 nutzungsberechtigte, 6 nicht nutzungsberechtigte Ortsbürger, 2 Beisassen |

| Bortshausen: Einwohnerzahlen von 1747 bis 2019 | Bortshausen: Einwohnerzahlen von 1747 bis 2019 | Bortshausen: Einwohnerzahlen von 1747 bis 2019 | Bortshausen: Einwohnerzahlen von 1747 bis 2019 | Bortshausen: Einwohnerzahlen von 1747 bis 2019 |
| --- | ---------------------------------------------- | ---------------------------------------------- | ---------------------------------------------- | ---------------------------------------------- |
| Jahr |                                                |                                                |                                                | Einwohner                                      |
| 1747 | 1747                                           |                                                | 91                                             | 91                                             |
| 1800 | 1800                                           |                                                | ?                                              | ?                                              |
| 1834 | 1834                                           |                                                | 109                                            | 109                                            |
| 1840 | 1840                                           |                                                | 126                                            | 126                                            |
| 1846 | 1846                                           |                                                | 133                                            | 133                                            |
| 1852 | 1852                                           |                                                | 134                                            | 134                                            |
| 1858 | 1858                                           |                                                | 135                                            | 135                                            |
| 1864 | 1864                                           |                                                | 139                                            | 139                                            |
| 1871 | 1871                                           |                                                | 130                                            | 130                                            |
| 1875 | 1875                                           |                                                | 129                                            | 129                                            |
| 1885 | 1885                                           |                                                | 126                                            | 126                                            |
| 1895 | 1895                                           |                                                | 131                                            | 131                                            |
| 1905 | 1905                                           |                                                | 148                                            | 148                                            |
| 1910 | 1910                                           |                                                | 158                                            | 158                                            |
| 1925 | 1925                                           |                                                | 149                                            | 149                                            |
| 1939 | 1939                                           |                                                | 167                                            | 167                                            |
| 1946 | 1946                                           |                                                | 228                                            | 228                                            |
| 1950 | 1950                                           |                                                | 248                                            | 248                                            |
| 1956 | 1956                                           |                                                | 189                                            | 189                                            |
| 1961 | 1961                                           |                                                | 174                                            | 174                                            |
| 1967 | 1967                                           |                                                | 228                                            | 228                                            |
| 1977 | 1977                                           |                                                | ?                                              | ?                                              |
| 1987 | 1987                                           |                                                | 231                                            | 231                                            |
| 1991 | 1991                                           |                                                | 232                                            | 232                                            |
| 1995 | 1995                                           |                                                | 223                                            | 223                                            |
| 2000 | 2000                                           |                                                | 263                                            | 263                                            |
| 2005 | 2005                                           |                                                | 282                                            | 282                                            |
| 2010 | 2010                                           |                                                | 277                                            | 277                                            |
| 2011 | 2011                                           |                                                | 228                                            | 228                                            |
| 2015 | 2015                                           |                                                | 243                                            | 243                                            |
| 2019 | 2019                                           |                                                | 234                                            | 234                                            |
| Datenquelle: Historisches Gemeindeverzeichnis für Hessen: Die Bevölkerung der Gemeinden 1834 bis 1967. Wiesbaden: Hessisches Statistisches Landesamt, 1968. Weitere Quellen: LAGIS; Stadt Marburg:1987–1998, 1999–2003, 2005–2010,2011–2015, 2019:; Zensus 2011 |                                                |                                                |                                                |                                                |

### Historische Religionszugehörigkeit
| Quelle: Historisches Ortslexikon |                                                                     |
| • 1861:                          | 137 evangelisch-lutherische, ein evangelisch-reformierter Einwohner |
| • 1885:                          | 126 evangelische (= 100 %)                                          |
| • 1961:                          | 159 evangelische (= 91,38 %), 15 katholische (= 8,62 %) Einwohner   |
| • 1987:                          | 195 evangelische (= 84,4 %), 10 katholische (= 4,3 %) Einwohner     |

### Historische Erwerbstätigkeit
| Quelle: Historisches Ortslexikon | |
| • 1747:                          | Erwerbspersonen: 3 Leineweber, 1 Zimmermann, 1 Schmied, 1 Wagner, 1 Schneider, 1 Branntweinbrenner, 1 Tagelöhner.                  |
| • 1838:                          | Familien: 13 Ackerbau, 6 Gewerbe, 2 Tagelöhner.                                                                                    |
| • 1961:                          | Erwerbspersonen: 51 Land- und Forstwirtschaft, 36 Produzierendes Gewerbe, 12 Handel und Verkehr, 8 Dienstleistungen und Sonstiges. |

## Politik

### Ortsbeirat
- BLB: 3

- BLB = Bürgerliste Bortshausen

Für den Stadtteil Bortshausen besteht ein Ortsbezirk mit Ortsbeirat und Ortsvorsteher nach der Hessischen Gemeindeordnung. Er umfasst das Gebiet der ehemaligen Gemeinde Bortshausen.
Für die Sitzverteilung siehe die nebenstehende Grafik. Der Ortsbeirat wählte Bernhard Zieske zum Ortsvorsteher.

## Kultur und Sehenswürdigkeiten

### Vereine
- FSV Borts-/Ronhausen – Der Fußballverein spielt in der Kreisliga B-II
- Freiwillige Feuerwehr
- Jugendclub Linus

### Film
- In dem Film Keinohrhasen wird Bortshausen als der Ort genannt, an dem die Hauptfiguren Ludo Decker (Til Schweiger) und Anna Gotzlowski (Nora Tschirner) aufgewachsen sind.